# Gentiana ornata
Espèce
Classification phylogénétique
Gentiana ornata est une espèce de Gentianes du genre Gentiana présente dans l'Himalaya.

## Description
Les feuilles, de forme lancéolée, sont disposées en rosette et mesurent 1,5 à 2,5 cm. Les fleurs sont en forme de clochettes évasées, de 2,5 à 3,5 cm de long. Les pétales, arrondis à triangulaires, d'un bleu profond, alternent avec des sépales à peu près de la même taille, bleus ou violets. Le cœur de la fleur est blanchâtre et présente des stries violacées.
La floraison a lieu de mai à novembre.

## Habitat et répartition
Gentiana ornata pousse en milieu ouvert, sur sol nu ou sur les pelouses rases, entre 3 200 et 5 500 m d'altitude. Elle est présente dans l'Himalaya, en Inde, au Népal et en Chine.